# Kimmerier
Kimmerierna (akkadiska: gimirru; grekiska: Κιμμέριοι, Kimmérioi) var ett forntida iranskt ryttarfolk, som enligt Herodotos, ursprungligen bebodde regionen norr om Kaukasus och Svarta havet, i vad som idag är Ukraina och sydvästra Ryssland, under 700- och 600-talen f.Kr. Assyriska källor placerar dem dock i vad som idag är Azerbajdzjan år 714 f.Kr. Kimmerierna tros ha bebott Krimhalvön från 700-talet f.Kr., men de förvisades därifrån av skyterna på 600-talet f.Kr. En liten grupp kimmerier som tog skydd i Jajlabergen på halvöns södra del levde dock kvar och blev senare kända som taurierna. De gav det antika namnet Kimmeriska Bosporen till vad som idag är känt som Kertjsundet som avgränsar Krimhalvön åt öst, samt enligt en teori även till Krim självt.

## Ursprung
Kimmeriernas ursprung är i stort sett okänt men de tros ha varit ett folkslag besläktade med de iranska eller de thrakiska språkgrupperna som tvingades migrera från sitt hemland på grund av skyternas utbredning under 800-700 talet f.Kr..
Enligt den grekiske historikern Herodotos skall kimmerierna ha levt i områdena norr om Kaukasus och Svarta Havet under perioden 700-600 f.Kr. De har dock inte identifierats med någon specifik arkeologisk kultur som påträffats i området.

## Arkeologi
Den kimmeriska kulturen tros ha kommit ur Belozerskaya-kulturen (1100-900 f.Kr.) och kan ha varit en gren av Novocherkassk-kulturen (900-600 f.Kr.) som under perioden existerade mellan Donau och Volga.
Anledningen till att kimmerierna förknippats med dessa kulturer kommer ur den tyske historikern Paul Reinecke som 1925 e.Kr. myntade begreppet "nordthrako-kimmeriska kultursfären" (nordthrakisch-kimmerischer Kulturkreis) vilken överlappade med den yngre Hallstattkulturen i östra Alperna. Själva termen thrako-kimmerisk introducerades sedan på 1930-talet av I. Nestor som föreslog att kimmerierna migrerat till Östeuropa från områdena norr om Svarta havet på grund av fortsatt skytisk expansion.
Under 1980–1990-talet e.Kr. genomfördes systematiska studier av fynd i östra Alperna vilket tydde på en mer gradvis utveckling av kulturen där. Uttrycket thrako-kimmerisk kom därmed snarare att användas på grund av konvention utan att egentligen syfta på vare sig den thrakiska eller kimmeriska kulturen.

## Assyriska skrifter
I och med den engelske äventyraren och historikern Austen Henry Layards upptäckt av de assyriska kungaarkiven i Nineve och Nimrud påträffades flera skrifter gällande kimmerierna. De assyriska skrifterna placerade dock kimmeriernas hemland (som assyrierna kallade Gamir) till öst om assyriernas egna rike. 
Första gången kimmerierna omnämns i de assyriska källorna är i annaler från 714 f.Kr. I dessa berättas att ett folkslag som av assyrierna kallades Gimirri hjälpt den assyriske kungen Sargon II med att besegra kungadömet Urartu. Texterna berättar sedan vidare att detta folk kom från Gamir som var del av det mannaeiska riket. 705 f.Kr. berättar de assyriska källorna om att kimmerierna folkvandrat och att Sargon II dräpts i ett slag mot dem. 
Nästa gång kimmerierna omtalas i assyriska källor var 696-695. Kimmerierna skall då ha erövrat Frygien och tvingat Frygiens kung Midas att begå självmord. 679 f.Kr., under kung Esarhaddon av Assyrien, anföll kimmerierna under kung Teushpa Kilikien och Tabal som båda var allierade med Assyrien. Teushpa besegrades av Esarhaddon i området kring Hubushna och kimmerierna drog sig därmed tillbaka till Frygien. Även Esarhaddons son Ashurbanipal kom att möta och besegra kimmerierna i strid. Efter det omnämns de inte längre i assyriska källor och på 500-talet f.Kr. användes benämningen Gimirri av folkslagen i Mesopotamien för att beskriva skytier.

## Grekiska berättelser
Homeros Odysséen nämner på 800-talet f.Kr. ett folkslag som kallas Kimmerioi som skall leva bortom havet i ett land täckt av dimma och mörker vid världens ände och porten till Hades.
654-652 f.Kr. skall kimmerierna ha anfallit Lydien och dräpt den lydiske kungen Gyges samt plundrat Lydiens huvudstad Sardis. 10 år senare skall de ha anfallit Lydien igen och denna gång erövrade de Sardis. Erövrandet av Sardis skall ha varit en chock för de kringliggande grekiska kolonierna och de grekiska poeterna Kallinos och Archilochos skriver båda om den skräck den grekiska befolkningen i Jonien kände för kimmerierna. Den kimmeriska erövringen av Lydien skulle dock bli kortvarig då de kort efter drevs ut av Lydiens blivande kung Alyattes. Det är möjligt att de kimmeriska trupperna drabbats av pest strax innan de drevs ut vilket försvagade dem. Kimmerierna verkar därefter inte ha setts som ett hot av grekerna.
På 440-talet f.Kr. skrev den grekiske historikern Herodotos om kimmeriernas historia. Han skrev att de en gång levt mellan floderna Tyras (Dnestr) och Tanais (Donau) men att de drivits från sitt hemland av de iranska skyterna. De skall sedan ha flytt över Kaukasusbergen och in i Anatolien där de bosatte sig.